# Kamjanka-Buzka
Kamjanka-Buzka (ukrajinsky Кам'янка-Бузька, rusky Каменка-Бугская – Kamenka-Bugskaja, polsky Kamionka Bużańska, do roku 1945 Kamionka Strumiłowa) je město ve Lvovské oblasti na Ukrajině. K roku 2016 v něm žilo bezmála jedenáct tisíc obyvatel.

## Poloha
Kamjanka-Buzka leží nedaleko ústí Kamjanky do Západního Bugu v povodí Narewu. Je vzdálena přibližně čtyřicet kilometrů severovýchodně od Lvova a sto kilometrů jihozápadně od Lucku.

## Dějiny
První zmínka je z roku 1411, kdy se zdejší osídlení nazývalo Dymošyn (Димошин). V roce 1471 se stala městem a byla pojmenována po svém majiteli, kterým byl šlechtic Jerzy Strumiło, Kamionka Strumiłowa. Až do prvního dělení Polska v roce 1772 spadala do belzského vojvodství polsko-litevské unie, přičemž za druhé severní války byla téměř úplně zničena. Po dělení Polska se stala součástí habsburské Haliče. Po konci první světové války připadla do druhé Polské republiky, kde byla součástí Tarnopolského vojvodství.
Na počátku druhé světové války ji nejprve zabral na základě Ribbentropova–Molotovova paktu Sovětský svaz a následně ji v červnu 1941 obsadilo nacistické Německo. V něm bylo součástí Haličského distriktu Generálního gouvernementu. V tomto období byla vyvražděna většina zdejšího židovského obyvatelstva a byla vypálena dřevěná synagoga z první poloviny 18. století.
Po roce 1945 se město stalo součástí Ukrajinské sovětské socialistické republiky.

### Rodáci
- Stefan Grabiński (1887–1936), polský spisovatel
- Lonhyn Cehelskyj (1875–1950), rakouský politik rusínské národnosti